# Paranticoma caledoniensis
Paranticoma caledoniensis is een rondwormensoort uit de familie van de Anticomidae. De wetenschappelijke naam van de soort is voor het eerst geldig gepubliceerd in 1967 door Inglis.